# Marie-Christine Koundja
Marie-Christine Koundja (născută în Iriba, 1957) este un diplomat și scriitor din Ciad.